# Evania appendigaster
Evania appendigaster es una especie de avispa de la familia Evaniidae. Se desconoce su área de distribución nativa, pero probablemente se originó en Asia. Habita en los trópicos y subtrópicos y en muchas regiones templadas, incluido el sur de España. Es una avispa parasitoide conocida por especializarse en cucarachas.

## Descripción

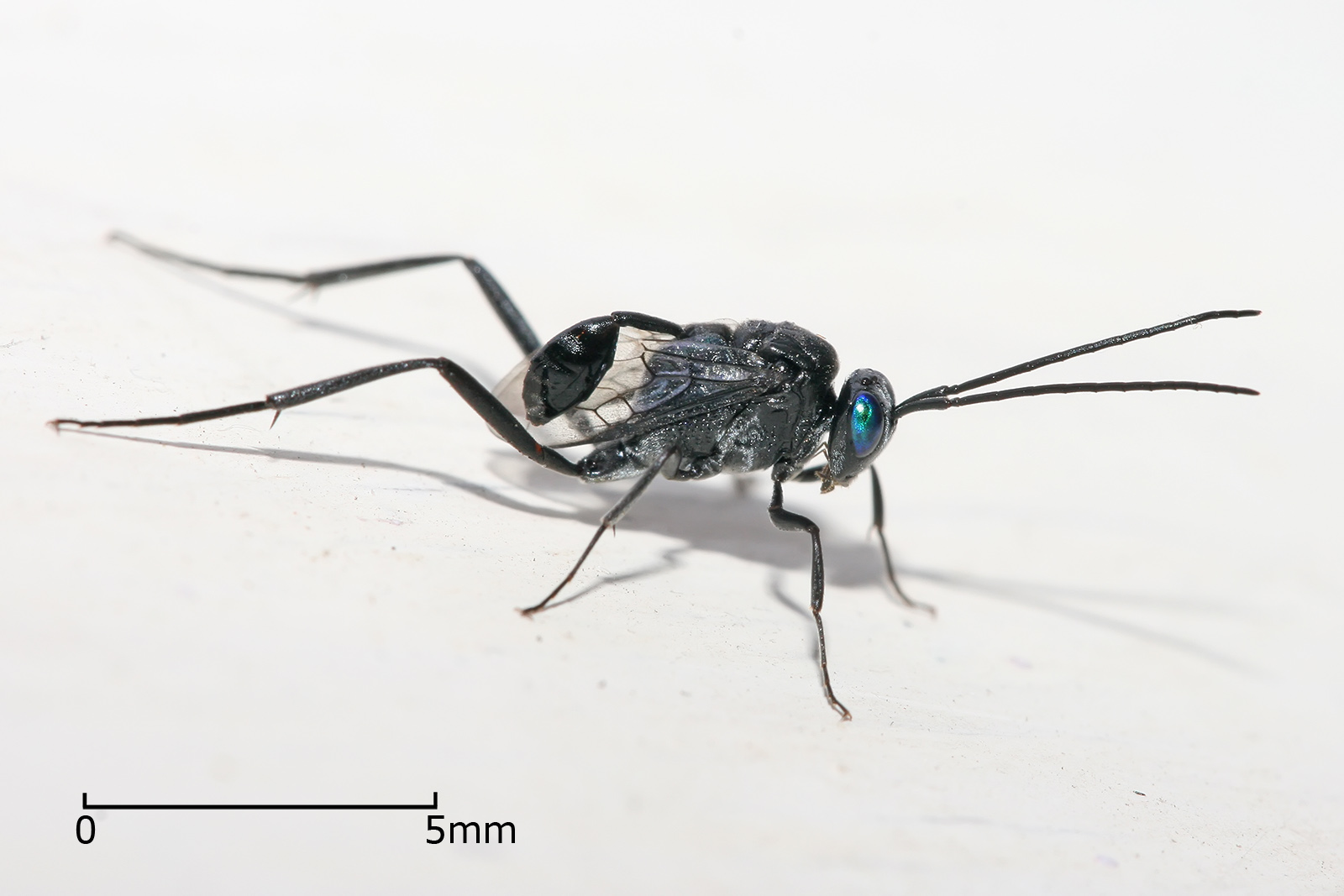
E. appendigaster, se observa su característico peciolo que separa al abdomen del tórax.

Es una de las avispas enseña (ensign wasp en inglés) más grandes, con alas delanteras de hasta aproximadamente 7 milímetros de largo. Se distingue de otras especies por la amplia separación de la primera y segunda sección de la coxa, el segmento de la pata que se conecta al cuerpo. Es de color negro. El pecíolo abdominal, la cintura constreñida que sostiene la sección posterior del abdomen, o gáster, está adherida en lo alto del cuerpo. El gáster está comprimido lateralmente y tiene una forma ovalada o casi triangular, sostenida en forma de bandera y se asemeja a una enseña, una característica de la familia que inspiró el nombre común de avispa enseña en inglés.

## Biología
Se reproduce poniendo huevos en ootecas de cucarachas. Las larvas de avispa utilizan los huevos de cucaracha como fuente de alimento. Las cucarachas hospederas incluyen la cucaracha americana (Periplaneta americana), la cucaracha australiana (P. australasiae), la cucaracha marrón (P. brunnea), la cucaracha oriental (Blatta orientalis), Melanozosteria soror y Neostylopyga rhombifolia.
Se han publicado descripciones detalladas del proceso de oviposición en esta especie. Como lo describe un relato de 1920, "el Evaniid dejó la pared interior del vaso de confinamiento, corrió sobre la ooteca de Blattidae, se arrastró sobre la superficie momentáneamente mientras vibraba activamente sus antenas y finalmente se posó sobre ella con el eje largo de su cuerpo paralelo al eje largo de la masa de huevos que yacía sobre su lado derecho. Habiéndose asentado satisfactoriamente, acostada sobre su lado derecho, extendió su ovipositor y arrastrándose ligeramente hacia adelante, pinchó la ooteca en el quinto óvulo del lado izquierdo, permaneciendo en posición durante unos quince minutos. Luego dejó la masa de huevos y, descansando sobre la pared interior del vaso, limpió activamente el ovipositor, las alas y las antenas".
Como describe un relato de 1957 el "peculiar" comportamiento de la puesta de huevos, "la hembra se acuesta de costado y, con las patas apoyadas contra la ooteca, penetra el duro tegumento de la cápsula de huevos después de media hora de trabajo duro". El proceso aparentemente requiere "mucho trabajo duro y mucho movimiento del abdomen".
Otros autores lo describen como un proceso de siete pasos. La avispa aterriza en la ooteca y la tamborilea con sus antenas. Durante el paso dos, extiende su ovipositor y golpea la ooteca en varios lugares por hasta diez minutos, aparentemente buscando un sitio apropiado. Después de un período de descanso, comienza a "perforar", insertando repetidamente su ovipositor. El quinto paso es la etapa de oviposición real, en la que las avispas "simplemente se sientan en la ooteca y ponen huevos". Pasos seis y siete son la retirada del ovipositor y la salida, respectivamente.
Se deposita un huevo en cada ooteca de cucaracha y la larva de avispa consume todos los huevos que contiene. La larva pasa por cinco estadios durante el desarrollo, estadios que se distinguen por los cambios singulares en las mandíbulas. El primer estadio tiene mandíbulas con dientes pequeños y afilados que debe usar para abrir los huevos duros de las cucarachas. Durante los siguientes dos estadios, la larva tiene mandíbulas más largas que tienen "forma de guantelete" con tres dientes. Los dos últimos estadios tienen mandíbulas más gruesas con un diente superior largo y romo y un diente inferior estrecho y curvado.
Cuando la larva alcanza unos 8 milímetros de longitud, procede a pupar. Al madurar, hace un agujero en la cápsula y sale. La avispa adulta vive dos o tres semanas. Puede pasar algún tiempo en plantas como el perejil y el hinojo.
Los competidores incluyen Aprostocetus hagenowii, otra avispa parasitoide que ataca a las cucarachas.

## Investigación
Las larvas de la especie se han descrito con minuciosos detalles. Se ha secuenciado el genoma mitocondrial completo de esta especie.
La avispa puede ser candidata para su uso como agente de control biológico de plagas de cucarachas. El control podría ser incluso mejor si la avispa fuera liberada junto con A. hagenowii , que tiende a tener una mayor tasa de parasitismo. La avispa se puede criar en condiciones de laboratorio para su posterior liberación. La capacidad parasitaria depende de la densidad de las ootecas huésped. Las tasas de desarrollo y parasitación dependen de la temperatura.